# Cnemidochroma phyllopus
Cnemidochroma phyllopus là một loài bọ cánh cứng trong họ Cerambycidae.